# Déri Jenő
Déri Jenő, 1903-ig Drechsler Jakab (Szolnok, 1869. augusztus 19. – Budapest, 1942. június 12.) magyar operaénekes (tenor). 

## Élete
Drechsler Juda és Fried Rozália (1829–1897) fia. 1893–96-ban az Operaház ösztöndíjasa volt. 1896. október 1-jén lépett először színpadra Leszkay András társulatában. 1899-ben mutatkozott be az Operaházban a Bajazzók Canio szerepében. Kiváló játékával, muzikalitásával, technikájával nagy sikert aratott. 1903 és 1906 között vidéken énekelt, majd 1925-ig ismét az Operaház tagja volt. 

## Magánélete
1896. július 26-án Budapesten feleségül vette Goldmann Lipót és Pick Johanna lányát, Rozáliát. Második felesége Leipniker Ilona volt, akit 1913. március 4-én Budapesten, a Terézvárosban vett feleségül. 1926-ban elváltak. 1928. október 29-én Budapesten, az Erzsébetvárosban ismét megházasodott. Harmadik felesége Lusztig Ida iparművész volt.
Második házasságából született gyermeke: Déri Hedvig (1914 ?), férje Stob Béla (1899–1945) volt.

## Főbb szerepei
- Halévy: A zsidónő – Eleázár
- Leoncavallo: Bajazzók – Canio
- Wagner: A bolygó hollandi – Kormányos
- Wagner: A nürnbergi mesterdalnokok – Dávid
- Wagner: Siegfried – Mime